# كريستين روبنسون
كريستين روبنسون هي لاعبة كرة الماء كندية، ولدت في 17 مايو 1984 في بوينت كلير في كندا.

## وصلات خارجية
- كريستين روبنسون على موقع الاتحاد الدولي للسباحة (الإنجليزية)
- كريستين روبنسون على موقع اللجنة الأولمبية الدولية (الإنجليزية)
- كريستين روبنسون على موقع أوليمبيديا (الإنجليزية)
- كريستين روبنسون على موقع اللجنة الأولمبية الكندية (الإنجليزية)